# メキシコ州立交響楽団
メキシコ州立交響楽団（メキシコしゅうりつこうきょうがくだん、スペイン語: Orquesta Sinfónica del Estado de México、略称:OSEM）は、メキシコのメヒコ州トルーカに本拠を置くオーケストラ。

## 概要
1971年にエンリケ・バティスの州知事への進言により設立された。メキシコを代表するオーケストラの一つであり、ラテン音楽の重要な演奏団体として国際的に知られている。本拠地のフェリペ・ビジャヌエバ・ホールを中心に、メキシコ国内および世界各地で演奏活動を行っている。

## 沿革
設立指揮者であるエンリケ・バティスのリーダーシップのもと、楽団は急速に発展した。バティスは1971年から1983年まで、および1989年から2018年までの長期間にわたり音楽監督を務め、楽団の芸術的基盤を築いた。
1975年には初のアメリカツアーを行い、以後3年毎にアメリカの主要都市で公演を行った。2002年にドイツ、2003年にスペイン、フランス、ポーランド、2005年には中国へのツアーを成功させている。
2018年、創設から楽団を支えてきたバティスが名誉音楽監督に就任し、後任としてメキシコ出身の指揮者・作曲家であるロドリゴ・マシアスが音楽監督に就任した。

## 歴代音楽監督
- エンリケ・バティス (1971–1983)
- マヌエル・スアレス (1983–1985)
- エドゥアルド・ディアスムニョス (1985–1989)
- エンリケ・バティス (1989–2018)
- ロドリゴ・マシアス（スペイン語版） (2018– )